# Old Lindley
Old Lindley är en by i civil parish Stainland and District, i distriktet Calderdale, i grevskapet West Yorkshire, i England. Byn nämndes i Domedagsboken (Domesday Book) år 1086, och kallades då Linlei/Linleie.